# ももんじ屋
ももんじ屋（ももんじや）またはももんじい屋とは、江戸時代の江戸近郊農村において、農民が鉄砲などで捕獲した農害獣の猪や鹿を利根川を利用して江戸へ運び、その他犬や狼に狐、猿、鶏、牛、馬などの肉を食べさせたり、売っていた店のこと。

## 概要
江戸時代は表向きは肉食忌避があったことから、これらを「薬喰い」と呼んだ。猪肉を山鯨（やまくじら）、鶏肉を柏（かしわ）、鹿肉を紅葉（もみじ）などと称した。猪肉を「牡丹」、鹿肉を「紅葉」と称するのは、花札の絵柄に由来する隠語の説もあるが、赤身と脂身の色から牡丹と言ったり、牡丹を模して盛り付けるからとも言われている。江戸時代では、猪をブタ、野猪をイノシシと読み混合していた。
江戸では両国広小路、あるいは麹町にあった店が有名であった。獣肉を鍋物にしたり、鉄板で焼いたりし食べていたようで、近代のすき焼きや桜鍋の源流と言える。幕末には豚肉（猪肉）食が流行し、これを好んだ15代将軍・徳川慶喜は「豚将軍」「豚一殿」とあだ名された。また、新撰組でも豚肉を常食していた記録が残っている。これら肉食文化は明治初期の牛鍋の人気につながっていった。
百獣屋の字をあてて「ももんじや」としているが、一方で関東地方で妖怪を意味する児童語のモモンジイに由来しており、江戸時代には尾のある獣や毛深い獣が嫌われてモモンジイと呼ばれたことから、それらの肉を扱う店も「ももんじ屋」と呼ばれるようになったという説がある。
彦根藩では第3代藩主・井伊直澄のころ、反本丸（へいほんがん）と称して全国で唯一牛肉の味噌漬けが作られており、滋養をつける薬として全国に出回り、幕末まで幕府や他藩から要求が絶えなかったという。これは近江牛が名産となるはしりとなった。

## 小説などへの登場
- 鳥羽亮著 『ももんじや 御助宿控帳』 朝日文庫、2009年、ISBN 978-4-02-264508-1